# Tomasz Garnet
Tomasz Garnet SJ (ur. ok. 1574 w Southwark, zm. 23 czerwca 1608 w Tyburn w Middlesex) – angielski męczennik, ofiara prześladowań antykatolickich, święty Kościoła katolickiego.

## Życiorys
Edukację rozpoczął w Oksfordzie, gdzie dotknęły go prześladowania i ze względu na katolickie poglądy ojca został relegowany. Naukę kontynuował w  Horsham, a od 1589 na kontynencie, gdzie w latach 1592-1595 kształcił się we francuskim Saint-Omer (Colleges of St Omer, Bruges and Liège). Święcenia kapłańskie przyjął w seminarium angielskim w  Valladolid, gdzie przebywał od 7 marca 1596, po czym powrócił do kraju (1599 r.) i podjął w ukryciu działalność misyjną. Po pięciu latach działalności został przyjęty do Towarzystwa Jezusowego i wtedy w drodze do nowicjatu po raz pierwszy został aresztowany i mimo braku dowodów przeciw niemu skazany na dożywotnią banicję. Dotarłszy do Lowanium (Leuven w Belgii) ukończył formację i w trzy lata później powrócił do ojczyzny, by kontynuować swój apostolat. Wydany przez apostatę został aresztowany, a następnie skazany na powieszenie i poćwiartowanie.
Patronat
Święty Tomasz Garnet jest patronem szkoły w Boscombe.
Dzień obchodów
Dniem wspomnienia jest dzienna pamiątka śmierci.
Relikwie
Relikwie świętego Tomasza Garneta przechowywane w Saint-Omer zaginęły w okresie rewolucji francuskiej.
Proces beatyfikacyjny i kanonizacyjny
Beatyfikowany w 1929 roku przez papieża Piusa XI, a kanonizowany został w grupie Czterdziestu męczenników Anglii i Walii przez Pawła VI 25 października 1970 roku.